# Provincia di Siem Reap
La provincia di Siem Reap ("សៀមរាប" in lingua khmer) è una provincia della Cambogia situata nel nord-ovest e si affaccia sul Tonle Sap. Il capoluogo è Siem Reap; il nome significa letteralmente sconfitta dei siamesi e si riferisce alla vittoria dell'Impero Khmer sull'esercito del regno Thai di Ayutthaya nel XVII secolo Oggi Siem Reap è meglio conosciuta per l'ospitare le rovine dei templi di Angkor.